# Cafè Latino
El Cafè Latino és un edifici del municipi de Lloret de Mar (Selva) que forma part de l'Inventari del Patrimoni Arquitectònic de Catalunya.

## Descripció
És un immoble de planta quadrada que consta de planta baixa i dos pisos superiors i que està cobert amb una teulada plana i aterrassada. Està ubicat al costat dret de la plaça d'Espanya. Paral·lelament l'immoble fa cantonada amb dos petits carrers, com són a l'esquerra el carrer de Sant Isidre núm. 7 i a la dreta el carrer de Sant Antoni núm. 2.
La façana principal és la que dona a la plaça d'Espanya i està estructurada internament basant-se en dues crugies. La planta baixa consta de tres obertures. Al centre trobem dues grans obertures quadrangulars equipades amb una robusta i poderosa llinda monolítica i muntants de pedra ben treballats i escairats. L'obertura del centre té un escut gravat en la llinda, en el qual trobem la data de "1 6 2 4" i actualment s'ha reconvertit en una finestra, ja que en origen era el portal d'entrada. Aquest fet va provocar l'obertura d'una nova porta al costat, que és la podem contemplar avui en dia a l'extrem esquerre de la façana fent cantonada amb el carrer de St. Isidre. Tant els muntants com la llinda d'aquest portal, sobresurten molt respecte al pla horitzontal de la façana. En la llinda es pot llegir la següent inscripció: "GRAND CAFÉ LATINO". A l'extrem dret de la façana trobem una obertura quadrangular amb llinda monolítica, muntants de pedra i ampit treballat. L'obertura, que actua com a finestra, està coberta amb un enreixat de ferro colat.
Centralitzant tot l'espai físic del primer pis trobem una finestra gòtica d'arc conopial lobulat, en la qual la decoració escultòrica i figurada fa gran acta de presència: tant en l'acabament dels lòbuls de l'arc amb uns minúsculs caps els rostres dels quals estan bastant desfigurats; com en les impostes, les quals estan ornades amb sengles relleus en forma de cara. A la dreta trobem la testa d'un home madur com així ho acredita la barba espessa. Es troba immers en un estat d'estupor com així ho delata els trets facials com ara la boca mig oberta i els ulls grossos amb la mirada clavada en un punt determinat. A l'esquerra trobem el bust d'un personatge jove, de caràcter orientalitzant com així ho testimonia el turbant que li cobreix el cap. A diferència de l'anterior bust el qual es troba en un magnífic estat de conservació, en aquest cas el rostre del jove està bastant desfigurat i deteriorat, ja que ha perdut el nas.
En el segon pis trobem dues obertures rectangulars amb llinda monolítica, muntants i ampit treballat. Tanca la façana en la part superior un ràfec format per dues fileres: la primera de rajola plana i la segona de teula. Cal remarcar que el material estrella present en totes les llindes, muntants i ampits de les obertures així com en els blocs cantoners de la façana que arranquen del segon terç cap amunt és la pedra sorrenca.